# サスペンス

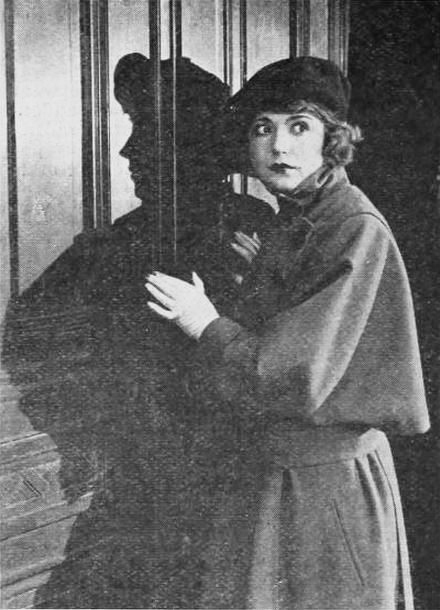
Suspense (1919) - 2

サスペンス（英: suspense、羅: suspēnsus）は、ある状況に対して不安や緊張を抱いた不安定な心理、またそのような心理状態が続く様を描いた作品をいう。シリアス、スリラー（サイコスリラー）、ホラー（サイコロジカルホラー）、アクションものといった物語の中で重要な位置を占める。単純に「観客の心を宙吊りにする」という意味でズボンのサスペンダーを語源だとする説明もある。
また、より広い意味においては、観客や読者が作品（の行く末や登場人物など）に対して不安や緊張の心理、物語の結末を知る事への希求を抱かせ、その作品に対しての興味と関心を持続させる事ができる（あるいは、製作者がそのように意図した）作品もサスペンスといわれる事が多い。この場合には、宣伝などに「ハラハラドキドキ」や「手に汗握る」といった表現（惹句）が用いられる事も多い。
王道のサスペンスの例として、アガサ・クリスティ原作の『そして誰もいなくなった』が挙げられる。

## 概要
孤立した山荘や孤島に閉じ込められた人々が犯人がわからないまま次々殺害されていくような事態（クローズド・サークル）、犯人はわかっているがなかなか捕えられず、早く捕らえないと被害が及ぶような事態、捕らえられた登場人物がどこかから脱出を試みるもの（例：映画『パニック・ルーム』）、何か恐ろしい物から逃げ続けるもの（例：テレビ映画『激突!』）、周囲の猜疑心や悪評に取り囲まれた主人公が真実を追求して潔白を証明するもの（例：映画『レベッカ』、テレビドラマ『逃亡者』）などがサスペンスの例である。この中でも犯罪（クライム）を描いた物はクライム・サスペンスと呼ばれている。
ミステリや推理小説と混同されがちだが、これらは推理を楽しむ物語のことである。すべてのサスペンスに必ずしも推理が伴うとは限らないし、全てのミステリがサスペンスを利用しているわけでもない（例：東野圭吾「秘密」）。特に「日常の謎」系の作品ではサスペンスを強調しない場合が多い。他方、アクション映画においては、謎解きの要素が乏しくても、サスペンスを強調する場合がある（例：映画『ランボー』、『クリフハンガー』、『DENGEKI』、『網走番外地』など）。また、時代劇や昼メロ、戦争映画、サイエンスフィクションを含む冒険映画、スポーツやギャンブルを取り扱った作品などでも局面的にサスペンスの要素を持つ作品が存在する。
しかしながら、本来の意味から離れて両者が混同されることも多い。また、ホラーというジャンルは超能力（超常現象）が関わり、サスペンスは現実に基づいた人間の起こすもの、という分け方が本来の分類と言われている。
「サスペンス小説」、「サスペンスドラマ」「サスペンス映画」、「サスペンス漫画」等、様々な媒体で表現される。